# Тимченко Віктор Петрович
Ти́мченко Ві́ктор Петро́вич (3 вересня 1930, с. Мануїлівка, Дергачівський район, Харківська область — 15 грудня 2023) — український поет, прозаїк, митець, наставник, керівник літературних студій, член Спілки письменників України.

## Життєпис
Народився 3 вересня 1930 р. в с. Мануїлівці Дергачівського району на Харківщині.
В 1944 р. в результаті випадкового поранення, Віктор Петрович втратив зір. Навчався в Харківській школі-інтернаті ім. В. Короленка.
З 1950 р. по 1956 р. працював слюсарем-складальником на підприємстві Українського товариства сліпих (УТОС).
З 1959 р. — член Спілки письменників України.
У 1960 р.заснував Дергачівську літературну студію і тривалий час був її керівником. Віктор Петрович був директором видавництва «Крок». Почесний громадянин міста Дергачі та Дергачівського району Харківської області. Протягом багатьох років був наставником творчої молоді Харківщини. З 1976 по 2007 рік очолював роботу з молодими авторами Харківщини.
Помер 15 грудня 2023 року у віці 93 років.

## Вшанування пам'яті
25 квітня 2024 року у місті Дергачі вулицю Ушакова перейменували на вулицю Віктора Тимченка.

## Премії
- 1999 рік — лауреат премії ім. В. Мисика за збірку поезій і прозових творів «Прозріння»
- лауреат премії ім. К.Гордієнко
- почесний громадянин м. Дергачі та Дергачівського району Харківської області.